# 虛擬加工
虛擬加工（Virtual machining）系統是整合虚拟现实及工具機的制造系統，在製造和生產上配合不同的電腦以及軟體，目的是為了可以在虚拟现实系統的真實環境下模擬其特性、誤差，並進行建模。虛擬加工可以在生產線沒有實際測試的情形下，讓產品可以正常生產。

## 應用
虛擬加工有以下的優點：
- 虛擬環境下的模擬加工過程，可以在不浪費材料，不讓機床受損，也不增加加工人員風險的情形下發現製程的問題[3]。
- 计算机模拟可以提昇加工的精度[2]。
- 可以針對虛擬環境的模擬加工品，進行虛擬檢測（例如量測表面紋理、表面計量（英语：surface metrology）或波度（英语：waviness）），以提昇實際加工的準確度[4]
- 系統可以增加電腦輔助工藝規劃（英语：加工工藝的規劃），以達到零件設計的理想公差[5]。